# Doc Ock Wins!
«Doc Ock Wins!» (рус. Док Ок побеждает!) — сюжетная арка комиксов, написанная Стэном Ли и проиллюстрированная Джоном Ромитой-старшим в 1967 году.
Данная арка включает в себя выпуски The Amazing Spider-Man #53-56.

## Сюжет
Питер идёт с Гвен на научную выставку. После занятий они вместе с профессором Уорреном отправляются на экспозицию. По дороге они рассказывают о новом устройстве военных — ракетном «нуллификаторе», который будет выставлен на всеобщее обозрение. Когда они прибывают на место, то обнаруживают, что охрана усилена, чтобы предотвратить попадание нуллификатора в чужие руки. Питер вскоре отвлекается, когда его паучье чутьё начинает срабатывать, предупреждая его об опасности, но он не может понять, откуда она исходит.
Позже, во время демонстрации возможностей нуллификатора, Питер обнаруживает опасность, когда Доктор Осьминог обнаруживает себя одним из зрителей в толпе. Заявив о своём присутствии, Док Ок пробивается через охрану, чтобы завладеть нуллификатором. Когда люди в панике бегут, Питеру удаётся ускользнуть, чтобы переодеться в Человека-паука. Тем временем военные полицейские пытаются обезвредить Доктора Осьминога слезоточивым газом, но злодей начинает размахивать своими механическими руками с достаточной силой, чтобы выпустить газ обратно в лица солдат. В этот момент на место происшествия прибывает Человек-паук и пытается остановить Осьминога. Затем злодей пытается убежать через боковую стену здания, но Человек-паук следует его примеру. На крыше Человек-паук распыляет паутину на очки Дока, временно ослепляя его. Чтобы остановить Человека-паука, Октавиус угрожает сбросить нуллификатор на толпу внизу. Понимая, что ему придётся отпустить своего врага, Человек-Паук наносит Отто метку Пауком-Трейсером, а затем прыгает вниз, чтобы остановить падающий нуллификатор. Как и ожидалось, Доктор Осьминог убегает.
Позже Доктор Осьминог подстроил манекен, чтобы заманить Человека-паука в ловушку. Когда Человек-паук отправляется в убежище Доктора, он, заподозрив ловушку бросает паутинный шар в манекен Доктора Осьминога, приводя в действие взрывчатку, которой он был начинён. Наблюдая за взрывом здания из своего укрытия, Доктор Осьминог решает, что Человек-паук уничтожен, Доктор Осьминог решает на время залечь на дно. По стечению обстоятельств он поселяется в доме Мэй Паркер в комнате, которую она сдала в аренду.
Обосновавшись там, Осьминог связывается со своими людьми и заставляет их снова организоваться. Пока Питер находится в квартире, которую он делит с Гарри Озборном, он вспоминает, что должен проведать свою тётю Мэй, чтобы убедиться, что все в порядке с новым жильцом. Приехав в свой старый дом, он с удивлением обнаруживает, что новый жилец — его давний враг.
Питер пытается предупредить тётю Мэй о том, насколько опасен Осьминог, но Мэй не желает его слушать, и, оставшись наедине с Октавиусом, доктор предупреждает Питера, что жизнь его тёти зависит от того, будет ли он держать язык за зубами. Конечно, Октопус не знает, что Паркер — его враг, но когда Человек-паук прибывает той же ночью, чтобы сразиться с ним, Октопус шокирован тем, что его враг выжил в их последней битве.
Прибывают люди Доктора, и на лужайке перед домом Паркеров начинается битва. Тётя Мэй, разбуженная битвой, видит, как Осьминог сражается с Человеком-пауком. Когда Осьминог говорит Мэй, что Человек-паук пытался ограбить её дом, она падает в обморок. Бросившись на помощь Мэй, Человек-паук не может помешать доктору Осьминогу скрыться. Переодевшись в Питера Паркера, Питер вызывает скорую помощь.
«Паутинник» прорывается в одно из старых укрытий Дока Ока. Пока Человек-паук расправляется с приспешниками своего врага, Доктор Осьминог появляется на мониторе и говорит ему, что тот никогда не поймает его и что он собирается устроить преступление века, прежде чем прервать связь. Не найдя других зацепок, Человек-паук решает вернуться домой и проведать тётю Мэй.
Тем временем Джон Джеймсон проводит секретное совещание, на котором обсуждаются меры безопасности, предпринимаемые для того, чтобы транспортировка нуллификатора не была прервана. Когда чиновники спрашивают о Человеке-пауке и Докторе Осьминоге, пытающихся украсть его, Джон заверяет их, что Человек-паук — не враг, несмотря на то, что написано в газете его отца. Питер Паркер прибыл в дом, который его тётя Мэй делит с Анной Ватсон. Он рад видеть, что ей стало лучше, хотя её беспокоит ущерб, нанесённый дому. Когда Питер обвиняет во всем Доктора Осьминога, тётя по-прежнему считает, что Октавиус невиновен и так отреагировал только потому, что на него напал Человек-паук. Затем его навещают Мэри Джейн и Гвен Стейси, которые пришли узнать, как дела у тёти Питера, и посмотреть на ущерб, нанесённый дому. Питер беспокоится, что страховка не сможет покрыть ремонтные работы.
Вернувшись в своё убежище, Доктор Осьминог получает информацию о маршруте, по которому военные проведут нуллификатор через город. Используя поддельный ремонтный грузовик, Доктор Осьминог и его приспешники отправляются в путь, чтобы украсть нуллификатор. Когда военный грузовик в сопровождении военных едет по своему маршруту, он натыкается на работы по прокладке электрических кабелей под улицей. Когда они замедляют ход, чтобы миновать предупреждающие тросы, Доктор Осьминог использует одно из своих щупалец, чтобы атаковать из люка, в котором он прячется. Прикрываясь дымовыми гранатами, Доктор Осьминог выводит из строя все машины, ему удаётся украсть нуллификатор и сбежать. Отто приказывает своим людям отправиться на завод боеприпасов, принадлежащий Тони Старку, где он хочет испытать нуллификатор. Вскоре на место происшествия прибывает Дж. Джона Джеймсон с Джо Робертсоном и Недом Лидсом. Джона накачивает своего сына, чтобы выяснить, причастен ли к этому Человек-паук, но никаких доказательств этому факту нет.
Когда Человек-паук оказывается на месте происшествия, он видит, что опоздал, чтобы остановить Доктора Осьминога. Однако, зная своего давнего врага, он догадался, что Отто использует нуллификатор на заводе «Старк Индастриз». Не боясь вмешательства Железного человека, Доктор Осьминог использует нуллификатор, чтобы вывести из строя охранников, стоящих у входных ворот. Затем он увеличивает мощность устройства, делая фабрику бездейственной. В этот момент на место событий прибывает Человек-паук и начинает сражаться с Октавиусом. Когда Человек-паук начинает одерживать верх, Доктор Осьминог использует на своём враге нуллификатор. Устройство оглушает Человека-паука, а когда он приходит в себя, Доктор Осьминог с удивлением видит, что его враг поражён амнезией. Решив воспользоваться этим, Доктор Осьминог убеждает дезориентированного героя, что они союзники. Уже не помня, кто он такой, растерянный герой решает поверить Отто, считая, что у него нет другого выбора.
Поражённый амнезией после воздействия нуллификатора, Человек-паук убеждает Доктора Осьминога, что он один из его приспешников. Затем Человек-паук помогает им совершать преступления, которые попадают в заголовки газет. Однако Человек-паук чувствует себя не в своей тарелке. Между тем, отсутствие Питера Паркера заставило всех его друзей и семью забеспокоиться, так как они не знают, куда он мог деться.
Тем временем Доктор Осьминог пытается заставить Человека-паука снять маску, но Человек-паук понимает, что если бы они действительно были напарниками, Осьминог уже знал бы его тайну. Человек-паук понимает, что его обманули, и сражается с Доктором Осьминогом. Тем временем военные следят за Человеком-пауком с тех пор, как в результате его последней кражи были найдены секретные ракетные планы Доктора Осьминога.
Во время схватки Джону Джеймсону удаётся обездвижить Доктора Осьминога с помощью нуллификатора. Когда Доктор Осьминог пытается уговорить Человека-паука помочь ему освободиться, тот отказывается. Он говорит Джеймсону, что не помнит, кто он такой, но точно знает, что не является партнёром Осьминога. Когда Осьминога берут под стражу, Джеймсон просит Человека-паука тоже пойти с ними. Человек-паук отказывается и убегает. Позже Человек-паук смотрит на своё отражение в окне, надеясь, что оно напомнит ему, кто он такой, но видит лишь незнакомца, смотрящего на него.